# Yosef Mirmovich
Yosef Mirmovich (Margo, 24 luglio 1924 – 5 maggio 2011) è stato un calciatore e allenatore di calcio israeliano, di ruolo attaccante.

## Palmarès

### Giocatore

#### Club
- Campionato israeliano: 3

Maccabi Tel Aviv: 1949-1950, 1951-1952, 1953-1954
- Coppa d'Israele: 2

Maccabi Tel Aviv: 1953-1954, 1954-1955

#### Individuale
- Capocannoniere del campionato israeliano: 1

1949-1950 (25 reti)

### Allenatore

#### Club

##### Competizioni nazionali
- Coppa d'Israele: 1

Maccabi Tel Aviv: 1958-1959

##### Competizioni internazionali
- AFC Champions League: 1

Hapoel Tel Aviv: 1967

#### Nazionale
- Coppa d'Asia: 1

1964